# Хобота
Хобота (др.-греч. Χοβωτα) — античный город Кавказской Албании, предположительно расположенный на месте современного города Губа, в Азербайджане. Древнегреческий историк Птолемей среди городов и сёл на территории Кавказской Албании назвал и Хоботу.